# Dignitatis Humanae
Dignitatis humanae, ((hrv.) O dostojanstvu čovjeka ili O slobodi vjere), je deklaracija Katoličke Crkve o slobodi vjeroispovjesti, usvojena na Drugom vatikanskom saboru,  7. prosinca 1965. 
Dignitatis Humanae navodi da je sloboda vjeroispovjesti temeljno ljudsko pravo. Zajedno s apostolskom konstitucijom, Gaudium et spes, koja priznaje neovisnost civilnog društva od crkve, Dignitatis Humanae pokazuje kako je definitivno Katolička Crkva odustala od ideje o stvaranju katoličke države. Dokument prikazuje prijelaz ka principu ljudskih prava i individualne slobode i dostojanstva kao polazne točke.
Dignitatis Humanae se temelji na dužnosti pojedinca u potrazi za istinom, i priznaje da Crkva prije nije uvijek slijedila ove principe. 
U dokumentu se također daju smjernice o tome kako se Crkva treba odnositi na sekularne države.

## Vanjske poveznice
- Dignitatus humanae na vatikanskoj službenoj stranici (engl.)
- Dignitatus humanae na vatikanskoj službenoj stranici  (tal.)